# Dragolji (Republika Serbska)
Dragolji (cyr. Драгољи) – wieś w Bośni i Hercegowinie, w Republice Serbskiej, w gminie Novo Goražde. W 2013 roku liczyła 8 mieszkańców.